# Moto Racer 2
Moto Racer 2 è un videogioco di motociclismo sviluppato dalla Delphine Software International e pubblicato dalla Electronic Arts per PlayStation e PC nel 1998.
È il seguito di Moto Racer e precede Moto Racer World Tour.